# Landdag
En landdag er en politisk forsamling. Bruges især om politiske forsamlinger i delstater eller om regionale forsamlinger for landområder med (delvist) selvstyre.
Eksempler:
- Forbundsrepublikken Tyskland: De folkevalgte delstatsparlamenter i de 16 tyske delstater.
- Republikken Østrig: De folkevalgte delstatsparlamenter i de 9 østrigske delstater.
- Tysk-romerske rige: Regionale forsamlinger, ofte som Stændermøder.
- Storfystendømmet Finland: Stænderforsamling 1809-1906. Folkevalgt (valgret både for kvinder og mænd) parlament 1906-1917.
- Skånelandene: Regional forsamling 1658-1720.
- Danske Monarki: Regional forsamling for Holsten. Afløste landstinget på Bornhøved. Bortfaldt under enevælden.